# Корнхаузер, Юлиан
Юлиан Корнхаузер (пол. Julian Kornhauser; род. 20 сентября 1946, Гливице, Польша) — польский поэт и литературный критик. Автор стихов, романов, литературных зарисовок, а также переводов сербской и хорватской поэзии. Долгое время работал профессором Ягеллонского университета в Кракове.

## Биография
Вследствие инсульта с 2008 года Юлиан Корнхаузер страдает афазией и параличом правой части тела. Отошёл от профессиональной и творческой деятельности, а также из общественной жизни.

## Семья
- Сын – Якуб, поэт и переводчик.
- Дочь — Агата Корнхаузер-Дуда (р. 2 апреля 1972 года)[1], учительница немецкого языка[2], с 21 декабря 1994 года[3] замужем за Анджеем Дудой.
- Зять — Анджей Дуда — президент Республики Польша (2015—2025).
- Внучка (дочь Агаты и Анджея) — Кинга Дуда (род. 1995).

## Награды
- Золотой Крест Заслуги (1999).